# Supersaw
Supersaw is ook wel bekend als de brede synthesizerklank uit de hoofdmelodieën van uplifting trance rond het jaar 2000.
De klank wordt opgewekt door meerdere iets in frequentie verschillende zaagtandsignalen te mengen. Dit wordt ook wel detune genoemd. Door mengen van drie of meer signalen ontstaan complexe zwevingspatronen wat gecombineerd met de vele boventonen van het zaagtandsignaal een "breed" geluid oplevert. Dit effect is te vergelijken met koorzang en met de strijkerssectie van een orkest: zoals een koor niet hetzelfde klinkt als solozang en strijkers niet als een enkele viool, zo klinken licht ten opzichte van elkaar verstemde zaagtandgolven anders dan één enkele zaagtand.
Deze manier van klankopwekking wordt ook veel in andere dance-stijlen gebruikt. In de hardere stijlen wordt het geluid nog meer gedetuned, om het agressiever te laten klinken. De populairste synthesizers om een supersaw te genereren zijn de Roland JP-8000 (die de supersaw als eerste standaard had ingebouwd) en de Access Virus series.